# Кроссвелл (Мічиган)
Кроссвелл (англ. Croswell) — місто (англ. city) в США, в окрузі Сенілак штату Мічиган. Населення — 2322 особи (2020).

## Географія
Кроссвелл розташований за координатами 43°16′28″ пн. ш. 82°37′8″ зх. д. / 43.27444° пн. ш. 82.61889° зх. д. (43.274442, -82.618830).  За даними Бюро перепису населення США в 2010 році місто мало площу 6,23 км², з яких 5,93 км² — суходіл та 0,30 км² — водойми.

## Демографія
Згідно з переписом 2010 року, у місті мешкало 2447 осіб у 971 домогосподарстві у складі 649 родин. Густота населення становила 393 особи/км².  Було 1120 помешкань (180/км²).
Расовий склад населення:
| - 91,7 % — білих - 0,7 % — корінних американців - 0,5 % — чорних або афроамериканців - 0,2 % — азіатів - 5,1 % — осіб інших рас |

До двох чи більше рас належало 1,8 %. Частка іспаномовних становила 12,8 % від усіх жителів.
За віковим діапазоном населення розподілялося таким чином: 26,8 % — особи молодші 18 років, 59,0 % — особи у віці 18—64 років, 14,2 % — особи у віці 65 років та старші. Медіана віку мешканця становила 38,8 року. На 100 осіб жіночої статі у місті припадало 91,5 чоловіків;  на 100 жінок у віці від 18 років та старших — 89,0 чоловіків також старших 18 років.
Середній дохід на одне домашнє господарство  становив 42 379 доларів США (медіана — 35 938), а середній дохід на одну сім'ю — 51 403 долари (медіана — 46 278). Медіана доходів становила 39 274 долари для чоловіків та 27 069 доларів для жінок. За межею бідності перебувало 20,2 % осіб, у тому числі 21,1 % дітей у віці до 18 років та 16,5 % осіб у віці 65 років та старших.
Цивільне працевлаштоване населення становило 985 осіб. Основні галузі зайнятості: виробництво — 26,2 %, освіта, охорона здоров'я та соціальна допомога — 21,4 %, роздрібна торгівля — 18,4 %.